# 雷明登Nylon 66半自動步槍
雷明登Nylon 66（英語：Remington Nylon 66）是一款由美国槍械製造商雷明登武器公司所研製及生產的半自动步槍，發射.22 LR口徑彈藥。
雷明登Nylon 66於1959年至1989年間生產，在那時是有歷史以來第一批槍托是由木材以外的材料製造並且大量生產的步槍。值得注意的是在同一時間範圍以內，另一款使用木材以外的材料的槍托是具有醋酸丁酸纖維素塑料（聚酯塑料）槍托的22-410史蒂文斯組合。由於當時槍械市場普遍都缺乏合成槍托的經驗，這使得Nylon 66是當時雷明登的一個危險的豪賭。

## 歷史
1950年代，雷明登武器有興趣設計一枝生產成本更低的步槍。分析以後，工程師斷定可在生產步槍的機匣和槍托中發現節省成本的方法。因此，雷明登詢問杜邦公司的化學工程師拿出一種塑料，可以用以取代木製的槍托和機匣。給杜邦的材料規格要求是，可以形成為所希望的任何形狀，但其也具有高張力、抗撞擊和抗彎曲的強度。
經過一番研究以後，杜邦向雷明登回應，指出他們可提供所謂的尼龍Zytel-101型化合物。Zytel在杜邦公司的品牌以下命名為尼龍。化合物最終用於生產槍托和機匣。

## 設計和功能
該步槍的結構很大程度上使用合成物料，意味著Nylon 66可以在不注入任何潤滑劑以下操作。這使得該步槍在北極地區很流行，而且確實已經有許多原住民使用發射.22 LR子彈的Nylon 66射殺大型動物，例如駝鹿的報告。雖然曾被推測，該槍的重量輕便會有可能導致其在該領域的精度不合格，但是這個似乎沒有成為了Nylon 66的使用者投訴的理由。
Nylon 66裝有片狀機械瞄具，以及具有開槽、可以容納一個用以安裝瞄準鏡接口的機匣。該槍具有多種顏色，例如“莫霍克棕色”（Mohawk Brown）、“阿帕奇黑色”（Apache Black）和“塞內卡尼亞綠色”（Seneca Green）可供選用。
77 Apache版本具有相當亮綠色槍托，並可由凱馬特出售。塞內卡綠色為相當顏色晦暗的綠色，在某些光照條件以下的塞內卡綠色甚至很難與更普遍的棕色區分。
下面是一些生產數量，以真實地協助每個型號的稀有性：
| 型號                       | 產生數量（枝） |
| -------------------------- | -------------- |
| Nylon 66展館專題型         | 不明           |
| Nylon 66 150週年           | 3,792          |
| Nylon 66 200年             | 10,268         |
| Nylon 77                   | 15,000         |
| Nylon 66塞內卡尼亞綠色型   | 42,500         |
| 阿帕奇77（又名凱馬特尼龍） | 54,000         |
| Nylon 66黑金剛石型         | 56,000         |
| Nylon 10C                  | 128,000        |
| Nylon 66阿帕奇黑色型       | 221,000        |
| Nylon 66莫霍克棕色型       | 716,492        |

## 衍生型
- 尼龍66MB—莫霍克棕色型，1959年至1987年（棕色槍托，发蓝鋼機匣及槍管）
- 尼龍66GS—展館專題型，1962年至1981年（只有22枝短型號，棕色槍托，烤藍鋼機匣及槍管）裝上導殼板。在槍托底部還具有抗電纜附件。已知少數型號為阿帕奇黑色型。
- 尼龍66SG—塞內卡尼亞綠色型，1959年至1962年（深綠色槍托，烤藍鋼機匣及槍管），生產了42,500枝。
- 尼龍66AB—阿帕奇黑色型，1962年至1984年（黑貓槍托，鍍鉻鋼機匣及槍管），生產了221,000發。
- 尼龍66BD—黑金剛石型，1978年至1987年（黑色槍托，序列號19012—473710為烤藍）。序列號1967-68位於槍管底部、槍口後方約3英吋。

## 資料來源
1. 1 2 3  . Remington Arms.   [30 December 2012]. （原始内容存档于2012-12-16）.
2. 1 2 3  Marcot, Roy. . August 27, 2009  [30 December 2012]. （原始内容存档于2015-09-06）.

## 外部連結
- （英文）—Remington Model History
- （英文）—. American Rifleman. August 27, 2009  [2015-10-09]. （原始内容存档于2013-12-05）.